# Domingo García (Segovia)
Domingo García er en by og kommune i det centrale Spanien i provinsen Segovia. Den har et indbyggertal på 32 (2024) indbyggere.